# Boo Ellis
Alexander Ellis, detto Boo (Hamilton, 11 febbraio 1936 – Indianapolis, 6 maggio 2010), è stato un cestista statunitense, professionista nella NBA.

## Carriera
È stato selezionato dai Minneapolis Lakers al terzo giro del Draft NBA 1958 (16ª chiamata assoluta).

## Palmarès
- 2 volte campione EPBL (1963, 1966)
- EPBL Most Valuable Player (1961)